# Розето-Капо-Спулико
Розето-Капо-Спулико (итал. Roseto Capo Spulico) — коммуна в Италии, располагается в регионе Калабрия, подчиняется административному центру Козенца.
Население составляет 1760 человек, плотность населения составляет 59 чел./км². Занимает площадь 30 км². Почтовый индекс — 87070. Телефонный код — 0981.
Покровителями коммуны почитаются святитель Николай Мирликийский (Roseto paese), празднование 6 декабря, и святая Анна (Roseto Marina), празднование 26 июля.